# Nagiella hortulatoides
Nagiella hortulatoides là một loài bướm đêm trong họ Crambidae.